# 周德鴻
周德鴻（1884年—？年），字伯彬，四川省巴縣人，東京高等工業學校機械科畢業，工科進士。

## 生平[2]
- 留学日本官费生[3]
- 宣統三年（1911年）九月，經學部驗看考試列最優等，賞給工科進士。[4]
- 民國二年（1913年）間，四川公立工業專門學校教員，授機械工學大意、製圖[5]
- 民國十年（1921年）前後，在北京航空署任職。
- 民國十三年（1924年）前後，奉軍東三省巡閱使署航空處飛機修理廠副廠長、廠長[6][7]
- 民國十四年（1925年），東北航空司令部野戰修理廠廠長[8]
- 民國十八年（1929年）前後，東北邊防軍航空大隊大隊附[6]，航空司令部部附[9]
- 民國二十三年（1934年）3月，航空委員會第三處（總務處）處長[10]
- 民國二十六年（1937年）1月，航空委員會第二廳第四處（技術處）第十一科（器材科）科長[10]
- 民國二十七年（1938年）3月，航空委員會技術廳器材處副處長[10]
- 民國二十八年（1939年）前後，空軍第一飛機製造廠（昆明）廠長[11]，至民國三十一年（1942年）初去職[12]。
- 中國科學社社員（工程科學組機工股）[13]
- 民國二十三年（1934年）至民國三十五年（1946年），航空委員會參事[14]
- 民國三十五年（1946年），塘沽新港工程局副局長[15]
- 民國三十七年（1948年），塘沽新港工程局局長[16][17]
- 1949年後去台灣，任交通部技正等職。